# Anas Bouanani
Pour les articles homonymes, voir Bouanani.
 (juillet 2025).
La mise en forme du texte ne suit pas les recommandations de Wikipédia : il faut le « wikifier ».
Les points d'amélioration suivants sont les cas les plus fréquents. Le détail des points à revoir est peut-être précisé sur la page de discussion.
- Les titres sont pré-formatés par le logiciel. Ils ne sont ni en capitales, ni en gras.
- Le texte ne doit pas être écrit en capitales (les noms de famille non plus), ni en gras, ni en italique, ni en « petit »…
- Le gras n'est utilisé que pour surligner le titre de l'article dans l'introduction, une seule fois.
- L'italique est rarement utilisé : mots en langue étrangère, titres d'œuvres, noms de bateaux, etc.
- Les citations ne sont pas en italique mais en corps de texte normal. Elles sont entourées par des guillemets français : « et ».
- Les listes à puces sont à éviter, des paragraphes rédigés étant largement préférés. Les tableaux sont à réserver à la présentation de données structurées (résultats, etc.).
- Les appels de note de bas de page (petits chiffres en exposant, introduits par l'outil «  Source ») sont à placer entre la fin de phrase et le point final[comme ça].
- Les liens internes (vers d'autres articles de Wikipédia) sont à choisir avec parcimonie. Créez des liens vers des articles approfondissant le sujet. Les termes génériques sans rapport avec le sujet sont à éviter, ainsi que les répétitions de liens vers un même terme.
- Les liens externes sont à placer uniquement dans une section « Liens externes », à la fin de l'article. Ces liens sont à choisir avec parcimonie suivant les règles définies. Si un lien sert de source à l'article, son insertion dans le texte est à faire par les notes de bas de page.
- La présentation des références doit suivre les conventions bibliographiques. Il est recommandé d'utiliser les modèles {{Ouvrage}}, {{Chapitre}}, {{Article}}, {{Lien web}} et/ou {{Bibliographie}}. Le mode d'édition visuel peut mettre en forme automatiquement les références.
- Insérer une infobox (cadre d'informations à droite) n'est pas obligatoire pour parachever la mise en page.

Pour une aide détaillée, merci de consulter Aide:Wikification.
Si vous pensez que ces points ont été résolus, vous pouvez retirer ce bandeau et améliorer la mise en forme d'un autre article.
 (décembre 2023).

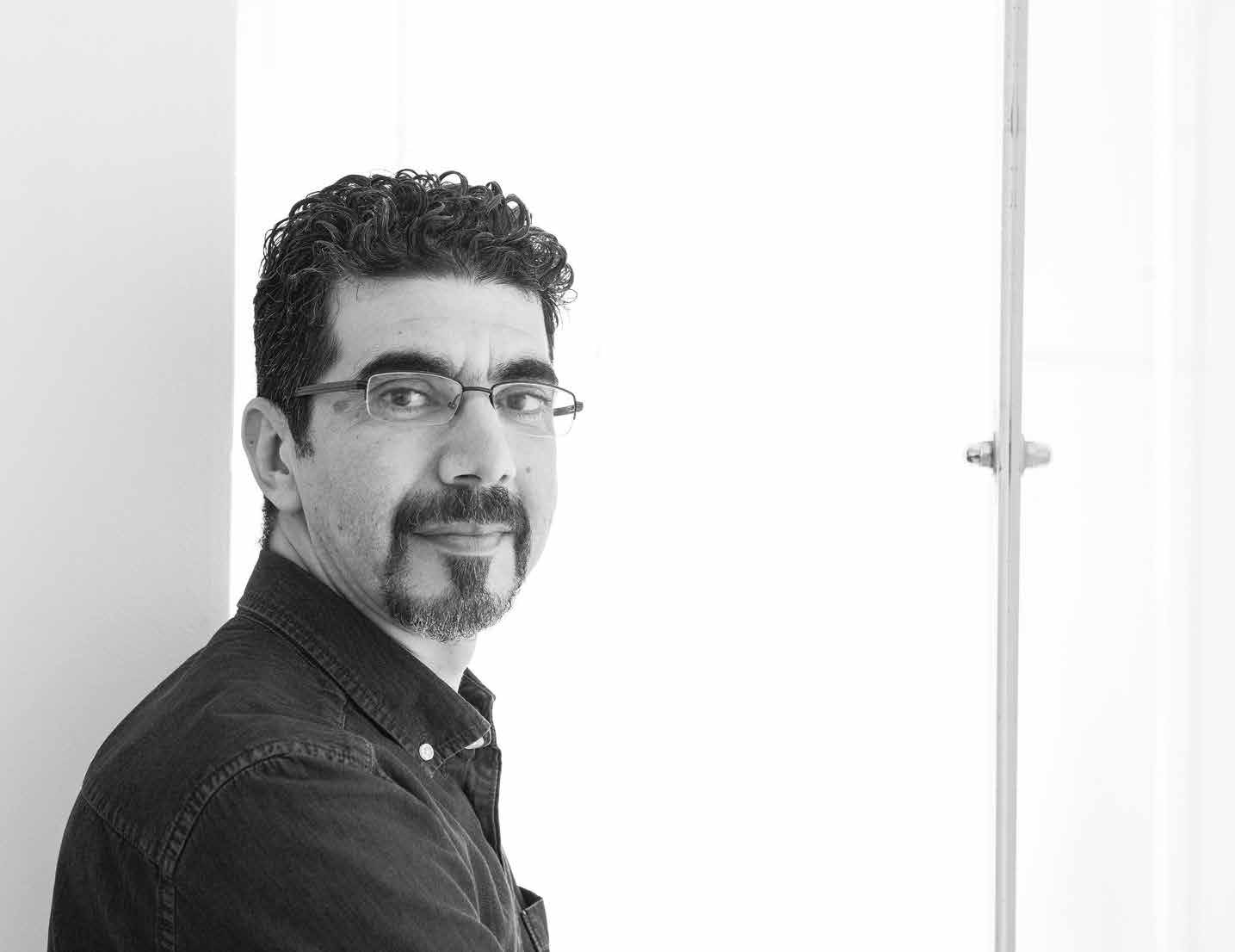
Portrait photo d'Anas Bouanani réalisé par Fouad Maazouz

Anas Bouanani (أنس البوعناني), né en 1975 à Assilah, est un peintre marocain, professeur d’arts plastiques, qui vit et travaille à Assilah,,.
Il est également membre de l’association marocaine des arts plastiques.

## Expositions individuelles (principales)
2009 : Galerie Fan-Dok, Rabat.
2007 : "Monochromes", galerie 104, El Jadida.
2006 : Galerie Akwas, Azemmour.
2004 : Sofitel royal golf, El Jadida.
           ABSOLUTment Artiste, A ma Bretagne, Casablanca
2002 : Galerie Hakim, Assilah.
2001 : "Mémoire d’une ville", Délégation des affaires culturelles, Taroudant.
1998 : "Du banal au songe", galerie Bab Doukkala, Marrakech.
1997 : Galerie plein air, Assilah.

## Expositions collectives (principales)
2020 : Projet Dis-moi dix mots sur la toile, une proposition d’Aquarium Compagnie dans le cadre de la semaine de la Francophonie - 2020 du ministère de la Culture.
           Suite de l’exposition nationale "Mains de lumière", Villa des Arts, Casablanca.
2019 : Suite de l’exposition nationale "Mains de lumière", Centre d’art contemporain, Tétouan.
           The 7th Tokyo international Screen Print Biennial, The Yurakucho Asahi Gallery, Tokyo – Japon.
           Exposition "Partage" à la Galerie de Fondation de la Mosquée Hassan II, Casablanca a l’occasion du
           7e Symposium International de Bioéthique, multiculturalisme et religion.
           Suite de l’exposition nationale itinéraire "Mains de lumière", Galerie des expositions de l’université
           Euromed de Fès - Galerie d’art contemporain Mohamed Drissi, Tanger.
           Exposition des œuvres réalisés à la résidence d’artiste de l’IRCAM, Rabat.
           Exposition nationale "Mains de lumière", Galerie Nationale Bab Rouah, Galerie Mohamed El Fassi,
           Nobl’ys Gallery, Rabat.
2018 : IVe Biennale internationale "MARKO KRSTOV GREGOVIĆ", Petrovac, Monténégro.
           Suite de l’exposition " Les hommes défendent l'égalité en héritage " au Technopark de Tanger – Centre   
           Cultural municipal de Larache, Institut Français d’Agadir.
2017 : ‘’Carte Blanche à Bouchaib HABBOULI : Regards d’artistes’’, Espace Expressions CDG, Rabat.
           1st Venice International Mail Art Biennial, Palazzo Zenobio, Venice, Italie.
           Exposition des livres d’artistes réalisés à la résidence d’artiste de l’IRCAM, Rabat.
           Sortie du livre "Les hommes défendent l'égalité en héritage″ avec Exposition itinéraire à la galerie Fan-Dok,
Rabat - Bibliothèque de la faculté Ain Chok, Casablanca - Le Complexe Culturel El Ghali à Sidi
           Moumen, Casablanca – Centre Culturel de Beni Mellal – Complexe Culturel de la ville de Fkih Ben Salah – Centre culturel d’Azrou.
           Projet Dis-moi dix mots sur la toile, une proposition d’Aquarium Compagnie dans le cadre de la semaine de la Francophonie - 2017 du ministère de la Culture – France.
2016 : "Les hommes défendent l'égalité en héritage″, Bibliothèque Nationale du Royaume du Maroc, Rabat.
           Projet international ″MAPPING″, Vues et aperçus : Où vivons-nous ?, Aquarium Compagnie, Firminy – France.
           Exposition 6x6x2016, Rochester Contemporary Art Center, New York – USA.
           4e international watercolor biennial of gallery A, Belgrade – Serbie.
           Exposition ″AZAILA paint Contemporains & modernes″, Villa des Arts, Casablanca.
2015 : 16e Biennale internationale du portrait, galerie internationale du portrait deTuzla – Bosnie-Herzégovine.
           1er Encuentro internacional de arte mediterráneo, Centro municipal de las artes, Alicante – Espagne.
2014 : Espace des arts sans frontières, Paris – France.
           Exposition ″AZAILA paint″, galerie Bab Rouah, Rabat.
2013 : Collection privée de la Fondation du Forum d’Assilah, Centre Hassan II, Assilah.
           Festival Jawhara, galerie Chaibia Talal, El Jadida.
2012 : Maison d’art contemporain MACA, Assilah
           11e  Biennale internationale d’art miniature, ville-marie, Québec – Canada.
2011 : Peintures, rencontres, installations, Mazagan Beach Resort, El Jadida.
           Collection d'art contemporain du Musée de la palmeraie, Marrakech.
           2es Rencontres d'art actuel, Sofitel Luxury Hôtels, Rabat.
2010 : Biennale internationale d’art abstrait en Normandie, La Bouille – France.
           XII Bienal internacional de Balconadas, Betanzos – Espagne.
           "Senda", Bilblioteca pύblica Anxel Casal, Santiago de Compostela – Espagne.
           "Azemmour, terre de paix et d’inspiration", Mahla Art centre Mazagan, Azemmour.
           "L’art de donner", une exposition d’art pour l’enfance, Casablanca. 
           "Place aux artistes", Mahaj Ryad, Rabat.
           1res rencontres d’art actuel, exposition au Mazagan Beach Resort, El Jadida.
2009 : Exposition "8 Peintres d’Assilah" 31e Moussem culturel d’Assilah, centre Hassan II, Assilah.
           6e Muestra internacional de arte postal, musée de Ceuta.
           Livre = voyage, Bilblioteca pύblica Anxel Casal, Santiago de Compostela – Espagne.
           ″Autorretratos" Galerie d’art Esteta, Porto – Portugal.
2008 : 1er prix du grand concours de peinture organisé par Le noble traiteur et L’opinion, Rabat.
           Exposition "Les gens du nord", galerie Fan-Dok, Rabat.
           Taller de grabado Langoyo, Badajoz – Espagne.
           5e Muestra internacional de arte postal, musée de Ceuta.
           "Taller de artista", Bilblioteca pύblica Anxel Casal, Santiago de Compostela – Espagne.
           Espace d’art Cyril Schurch, Joigny – France.
2007 : Expo A 4, galerie Akwas, Azemmour.
           Siège de l’AMAP, Rabat.
           1re édition du festival Printemps d’Azemmour.
           La chambre espagnole de commerce, Casablanca.
2006 : Exposition-hommage à Driss Chraïbi, El Jadida.
           Galerie Akwas, Azemmour.
2005 : "Arts in Marrakech", Pala is Bahia, Marrakech.
           GENAP II, Forum des cultures (Cathédrale Sacré-Cœur), Casablanca.
           2e Muestra internacional de Arte Postal, Musée de Ceuta.
2004 : "Echos", maison de la culture, Amiens – France.
           "Résonances du sud″, Médiathèque Municipale, Taroudant.
           1re Muestra internacional de arte postal, Musée de Ceuta.
           Galerie Daisy D, Casablanca.
           Exposition-vente au profit des sinistrés d’El Houceima, Sofitel royal golf, El Jadida.
2003 : Les toiles suspendues au 25e Moussem culturel international d’Assilah.
           Bassamat, galerie d’art moderne, Casablanca.
2002 : Galerie carrefour des arts, Casablanca.
           La cité portugaise, El Jadida.
           Maison des arts et loisirs, Laon – France.
2001 : Exposition "8 artistes d’Assilah", 23e Moussem culturel international d’Assilah, galerie Al kamra, Assilah.
           Espace médiathèque Simone de Beauvoir, Romans – France.
2000 : Exposition "Por los niños", Galerie de l’institut Cervantès, Tanger.
           Salle de la mairie du XIe arrondissement, Paris –  France.
           L’office national marocain du tourisme ONMT, Paris – France.
           Expo 1/2000, Chauny– France.
1999 : 5e Biennale de la jeune peinture Marocaine, Espace Wafa Bank, Casablanca.
           "Le Maroc vu de l’intérieur″, salle les Amandiers, Paris – France.
Musée municipal, Agadir.
1998 : Exposition "Vent du nord", Galerie de l’institut Cervantès, Tanger.
1996 : Galerie plein air, Assilah.
18e Moussem culturel international d’Assilah, centre Hassan II des rencontres internationales, Assilah.
1995 : Galerie plein air, Assilah.

## Acquisition et collections publiques
- Fonds de la Biennale internationale "MARKO KRSTOV GREGOVIĆ", Petrovac, Monténégro.
- Bibliothèque d’Assilah.
- Collection de l’Institut Royal de la Culture Amazighe IRCAM, Rabat.
- Collection de la galerie A, Belgrade – Serbie.
- Collection de la galerie internationale du portrait de Tuzla – Bosnie-Herzégovine.
- Cancer Research, Grande-Bretagne.
- Musée de la palmeraie, Marrakech.
- Centre d'art contemporain CAC, Essaouira.
- Banque du Maroc, Rabat.
- Galerie d’art Esteta, Porto – Portugal.
- Société le noble traiteur, Rabat.
- Grupo RAVAR, Santiago de compostela – Espagne.
- Collection de futur musée d’art contemporain, Assilah.
- Agence de promotion des Provinces du nord, Rabat.
- Fondation du forum d’Assilah.
- Centre Hassan II des rencontres internationales, Assilah.
- Plusieurs collections privées aux : Maroc, France, Espagne, Norvège, USA, Allemagne, Suisse, Argentine.

## Ateliers, stages et Résidences artistiques
2019 : Résidence d’artistes à l’IRCAM sous la direction de l’artiste Abderrahmane MELIANI, Rabat – Maroc.
2017 : Résidence d’artiste à l’IRCAM sous la direction de l’artiste Hassan ECHAIR, Rabat – Maroc.
2015 : Résidence artistique à Ifitry, Essaouira – Maroc.
2012 : Stage de fabrication de papier à base de plantes végétales "Graine de papier" sous la direction de L’artiste Marie-Jeanne Lorenté, Azemmour – Maroc.
2003 – 2004 – 2007– 2019 : Artiste invité aux 25e, 26e, 29e, 41e Moussems culturels internationaux d’Assilah (Maroc) - Atelier de peinture.

## Filmographie
- Interview à l’émission "Artmania" sur la 4e chaine marocaine, Janvier 2011.